# 제넥스
제넥스(ZeNEX)는 대한민국의 프로 게임단으로 2010년 10월 18일 스타크래프트 II 클랜인 Zenith 클랜과 NEX 클랜이 통합하여 출범했다.
그러나 2012년 1월부터 팀 스폰서였던 김대기의 지원이 중단됨에 따라 팀 운영에 극심한 어려움을 겪게 되었고, 결국 2012년 8월 1일부로 스타테일로 합병됨에 따라 2012년 7월 31일 해체되었다.

## 주요 성적
- 2010년
  - 소니 에릭슨 스타크래프트 II OPEN Season 2 8강 (한준, 정민수)
  - 지스타 올스타전 우승 (한준)
  - 소니 에릭슨 스타크래프트 II OPEN Season 3 32강 (이정수)
- 2011년
  - 소니 에릭슨 글로벌 스타크래프트 II 리그 January Code S 32강 (한준, 김태환)
  - WCG 2011 스타크래프트 II 리그 8강 (김수호)

## 갤러리

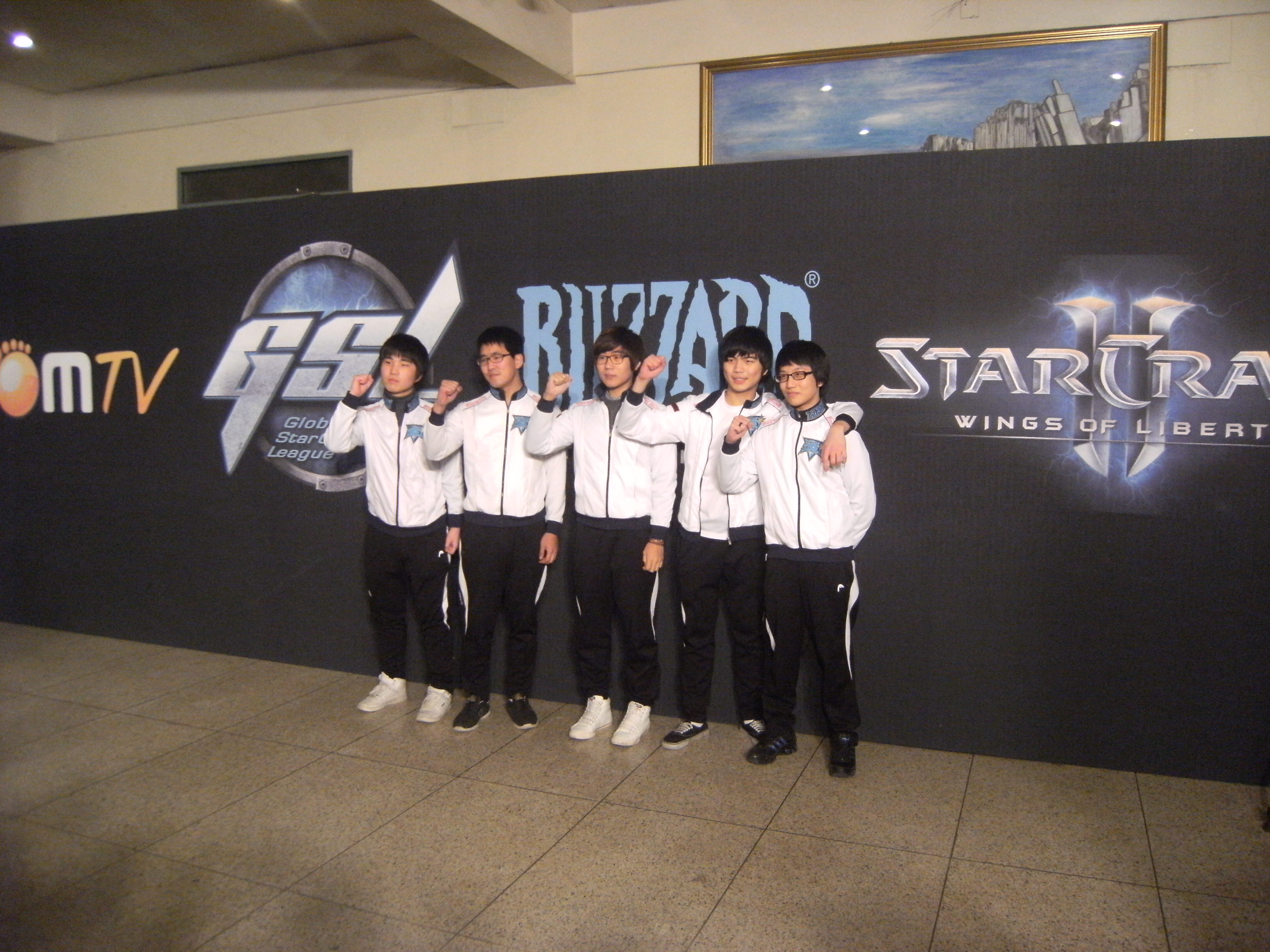

## 주요 종목
- 스타크래프트 II: 자유의 날개